# Liechtensteiner Cup 1963/64
Der Liechtensteiner Cup 1963/64 war die 19. Austragung des Fussballpokalwettbewerbs der Herren in Liechtenstein. Der FC Vaduz wurde erneut vor Beginn des Turniers ausgeschlossen. Der FC Balzers gewann erstmals den Titel.

## Teilnehmende Mannschaften
Folgende acht Mannschaften nahmen am Liechtensteiner Cup teil:
| - FC Schaan - FC Schaan II - FC Vaduz II - FC Vaduz Seniors | - FC Ruggell - FC Balzers - FC Triesen - Eschen |

## Viertelfinale
Das Spiel zwischen dem FC Ruggell und dem Schaan II wurde aufgrund heftigen Regens in der 75. Minute abgebrochen.
|                  | Ergebnis |              |
| ---------------- | -------- | ------------ |
| FC Schaan        | 1:6      | FC Triesen   |
| FC Balzers       | 2:1      | FC Vaduz II  |
| FC Ruggell       | 5:0      | FC Schaan II |
| FC Vaduz Seniors | 2:3      | Eschen       |

## Halbfinale
|            | Ergebnis |            |
| ---------- | -------- | ---------- |
| FC Triesen | 8:0      | FC Ruggell |
| FC Balzers | 3:0      | Eschen     |

## Finale
Das Finale fand am 19. Juli 1964 in Triesen statt.
| Datum      |            | Ergebnis |            |
| ---------- | ---------- | -------- | ---------- |
| 19.07.1964 | FC Triesen | 0:1      | FC Balzers |